# Mysidia albipennis
Mysidia albipennis är en insektsart som beskrevs av John Obadiah Westwood 1840. Mysidia albipennis ingår i släktet Mysidia och familjen Derbidae. Inga underarter finns listade i Catalogue of Life.